# Курбера

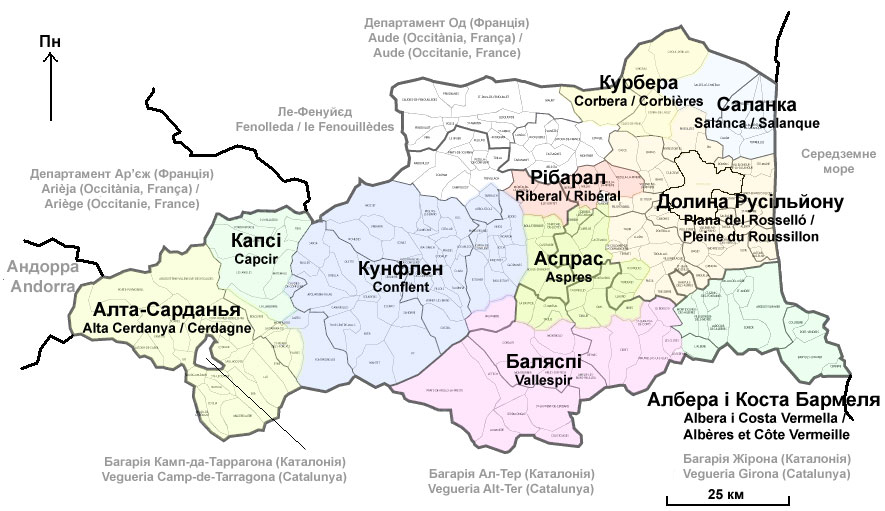
Географічні зони Русільйону : Курбера, Саланка, Рібарал, Долина Русільйону, Аспрас та Албера і Коста Бармеля

Курбера (кат. Corbera, фр. Corbière, окс. Corbièras або Corbièiras) - північна частина історичного району (кумарки) Русільйон, який разом з районами (кумарками) Алта-Сарданья, Капсі, Кунфлен та Баляспі є частиною каталанських країн. 
Французька назва - Корб'єр.  
Адміністративно є частиною французького департаменту Східні Піренеї.